# Liste der Monuments historiques in Chailly-sur-Armançon
Die Liste der Monuments historiques in Chailly-sur-Armançon führt die Monuments historiques in der französischen Gemeinde Chailly-sur-Armançon auf.

## Liste der Immobilien
| Bezeichnung                     | Beschreibung                                                                                  | Standort               | Kennzeichnung | Schutzstatus | Datum | Bild           |
| ------------------------------- | --------------------------------------------------------------------------------------------- | ---------------------- | ------------- | ------------ | ----- | -------------- |
| Friedhofskreuz                  | Stein, 16. Jahrhundert                                                                        | Rue de l’Eglise (Lage) | PA00112173    | Inscrit      | 1925  | weitere Bilder |
| Château de Chailly-sur-Armançon | Burg, ab dem 12. Jahrhundert, in der zweiten Hälfte des 16. Jahrhunderts zum Schloss umgebaut | 3 Rue Dessous (Lage)   | PA00112172    | Classé       | 1930  | weitere Bilder |

## Liste der Objekte
| Bezeichnung                                    | Beschreibung                                                               | Standort                                       | Kennzeichnung | Schutzstatus | Datum | Bild           |
| ---------------------------------------------- | -------------------------------------------------------------------------- | ---------------------------------------------- | ------------- | ------------ | ----- | -------------- |
| Kreuzigungsfenster                             | Buntglas, 15. und frühes 16. Jahrhundert                                   | in der Kirche St-Ursin-et-St-Barthélemy (Lage) | PM21000480    | Classé       | 1902  | weitere Bilder |
| Heiligenfenster                                | Buntglas, frühes 16. Jahrhundert                                           | in der Kirche St-Ursin-et-St-Barthélemy (Lage) | PM21000480    | Classé       | 1902  | weitere Bilder |
| Bartholomäusfenster                            | Buntglas, 16. Jahrhundert, modern gefasst und ergänzt                      | in der Kirche St-Ursin-et-St-Barthélemy (Lage) | PM21000481    | Classé       | 1960  | weitere Bilder |
| Skulptur Heiliger Bartholomäus                 | Kalkstein, farbig gefasst, 16. Jahrhundert                                 | in der Kirche St-Ursin-et-St-Barthélemy (Lage) | PM21000482    | Classé       | 1960  |                |
| Skulptur Heiliger Ursinus                      | Kalkstein, farbig gefasst, 17. Jahrhundert                                 | in der Kirche St-Ursin-et-St-Barthélemy (Lage) | PM21000483    | Classé       | 1960  |                |
| Tablett mit drei Ampullen für die heiligen Öle | Silber, 1681, Goldschmied Philibert Bouzereau; 1976 gestohlen              | in der Kirche St-Ursin-et-St-Barthélemy (Lage) | PM21000484    | Classé       | 1974  |                |
| Altarkreuz                                     | Silber, bezeichnet 1685                                                    | in der Kirche St-Ursin-et-St-Barthélemy (Lage) | PM21000485    | Classé       | 1974  |                |
| Kelch                                          | Silber, vergoldet, bezeichnet 1647, Goldschmied Antoine Baudot             | in der Kirche St-Ursin-et-St-Barthélemy (Lage) | PM21000486    | Classé       | 1974  |                |
| Weihrauchfass und -schiffchen                  | Silber, 1741/42, Goldschmied Lazare Burette; Weihrauchschiffchen gestohlen | in der Kirche St-Ursin-et-St-Barthélemy (Lage) | PM21000487    | Classé       | 1974  |                |
| Ursinusreliquiar                               | Silber, vergoldet, 1679/80, Goldschmied Jean Millet                        | in der Kirche St-Ursin-et-St-Barthélemy (Lage) | PM21000488    | Classé       | 1974  |                |
| Krankenziborium                                | Silber, 17. Jahrhundert                                                    | in der Kirche St-Ursin-et-St-Barthélemy (Lage) | PM21003211    | Classé       | 1974  |                |